# Strzelno (gromada)
Strzelno – dawna gromada, czyli najmniejsza jednostka podziału terytorialnego Polskiej Rzeczypospolitej Ludowej w latach 1954–1972.
Gromady, z gromadzkimi radami narodowymi (GRN) jako organami władzy najniższego stopnia na wsi, funkcjonowały od reformy reorganizującej administrację wiejską przeprowadzonej jesienią 1954 do momentu ich zniesienia z dniem 1 stycznia 1973, tym samym wypierając organizację gminną w latach 1954–1972.
Gromadę Strzelno z siedzibą GRN w Strzelnie (w latach 1973–2014 w granicach Władysławowa) utworzono – jako jedną z 8759 gromad na obszarze Polski – w powiecie wejherowskim w woj. gdańskim na mocy uchwały nr 26/III/54 WRN w Gdańsku z dnia 5 października 1954. W skład jednostki weszły obszary dotychczasowych gromad Strzelno, Chłapowo i Łebcz, ponadto obszar parcel kat. Nr Nr: 59–66, częściowo 67 i częściowo 68 z obrębu Starzyński Dwór (karta mapy 2) oraz parcele Nr Nr: 1–11 i 157 (karta mapy 3) z dotychczasowej gromady Starzyński Dwór ze zniesionej gminy Strzelno, a także obszar parcel kat. Nr Nr: 64/2, 76/12, 77/1, 125/2, 126/5, 127/4, 129/4, 130/4, 131/4 i 132/4 z obrębu Poczernino (karta mapy 1) z dotychczasowej gromady Władysławowo ze zniesionej gminy Władysławowo w tymże powiecie.
13 listopada 1954 (z mocą obowiązującą od 1 października 1954) gromada weszła w skład nowo utworzonego powiatu puckiego w tymże województwie, gdzie ustalono dla niej 22 członków gromadzkiej rady narodowej.
1 stycznia 1960 do gromady Strzelno włączono miejscowości Chłapowo, Łyśniewo, Mieroszyno i Czarny Młyn ze zniesionej gromady Mieroszyno w tymże powiecie.
1 stycznia 1970 do gromady Strzelno włączono miejscowość Tupadły oraz grunty o powierzchni 423,42 ha z osiedla Jastrzębia Góra w tymże powiecie oraz część obszaru miasta Władysławowo (352,39 ha) tamże.
Gromada przetrwała do końca 1972 roku, czyli do kolejnej reformy gminnej. 1 stycznia 1972 obszar zniesionej gromady Strzelno wszedł w skład nowo utworzonej gminy Puck, oprócz Chłapowa i Tupadeł, które włączono do miasta Władysławowa, w granicach którego pozostały do 1 stycznia 2015, kiedy to zostały z niego wyłączone jako samodzielne wsie w obrębie gminy Władysławowo.